# Boeckella bispinosa
Boeckella bispinosa é uma espécie de crustáceo da família Centropagidae.
É endémica da Austrália.